# Cardiostrongylus sikae
Cardiostrongylus sikae ist ein beim Sikahirsch vorkommender Parasit des Herzens. Er ist derzeit der einzige Vertreter der Gattung Cardiostrongylus. Der Wurm findet sich in Zysten im Herzmuskel mit nur geringer Entzündungsreaktion, zahlreiche Zysten sind auch in der Muskelschicht der Speiseröhre und der Skelettmuskulatur nachzuweisen.

## Merkmale
Cardiostrongylus sikae ist ein weißlicher, schlanker Fadenwurm. Männchen sind etwa 18 mm lang und 0,23 mm dick, Weibchen 15,4 mm lang und am Kopfende 0,085 mm, im Bereich der Vulva 0,27 mm dick. Die Kutikula ist im Mittelteil durch gleichmäßig hohe Längsleisten gekennzeichnet. Der Kopf hat ein 126–148 µm großes Kopfbläschen, welches von der den Körper bedeckenden zarten Kutikulamembran gebildet wird. Die Mundöffnung ist endständig, hat keine Lippen und ist von sechs Papillen umgeben. Die Mundhöhle ist klein. Der Ösophagus ist zylindrisch und erweitert sich zum Ende leicht. Der Exkretionsapparat ist gut entwickelt, seine Öffnung liegt bauchseitig hinter dem Nervenring.
Das Schwanzende der Männchen ist bauchwärts abgebogen. Die Bursa copulatrix ist rund und  184 µm groß. Alle Rippen außer den externodorsalen und anterolateralen reichen bis an den Hinterrand. Die rückenseitigen und externodorsalen Rippen sind vollständig voneinander getrennt. Die mediolateralen und posteriolateralen Rippen sind über die gesamte Länge fusioniert. Die bauchseitigen Rippen sind nur an der Basis verschmolzen. Die beiden, etwa gleich langen Spicula sind dick, ihre Leitstruktur (Guberbaculum) gebogen. Die Vulva ist ein querverlaufender Schlitz mit leicht erhabenen Lippen, etwa 8 mm hinter dem Vorderende. Die Vagina ist kurz und muskulös, der Ovijektor gut entwickelt. Der amphidelphische Uterus ist mit nicht embryonierten Eiern gefüllt. Der Anus liegt 0,28 mm vor dem Hinterende.